# Угаркин, Иван Сергеевич
Иван Сергеевич Угаркин — советский хозяйственный, государственный и политический деятель, Герой Социалистического Труда.

## Биография
Родился в 1931 году в деревне Рыжиково. Член КПСС с 1969 года.
С 1947 года — на хозяйственной, общественной и политической работе. В 1947—1991 гг. — рабочий, тракторист в совхозе «Красный пограничник», в Советской Армии, тракторист совхоза «Красный пограничник», тракторист, звеньевой механизированного звена совхоза «Смена» Гдовского района Псковской области.
Указом Президиума Верховного Совета СССР от 8 апреля 1971 года присвоено звание Героя Социалистического Труда с вручением ордена Ленина и золотой медали «Серп и Молот».
Избирался депутатом Верховного Совета РСФСР 8-го созыва.
Умер в 1997 году в Гдове.